# وینسنت مقدس (فیلم)
وینسنت مقدس (انگلیسی: St. Vincent) فیلمی در ژانر کمدی به کارگردانی تئودور ملفی است که در سال ۲۰۱۴ منتشر شد. از بازیگران آن می‌توان به بیل مری، ملیسا مک‌کارتی، نائومی واتس و ترنس هاوارد اشاره کرد.
داستان آن دربارهٔ مردی است که به‌طور ناخواسته پرستاری از پسری به اسم اولیور را به عهده می‌گیرد و همراه او ماجراهایی را رقم می‌زند.